# بئر حاء
بئر حاء إحدى آبار المدينة المنورة، كان يملكها الصحابي أبو طلحة الأنصاري، وعندما نزلت الآية ﴿لن تنالوا البر حتى تنفقوا مما تحبون﴾ تصدق بها أبو طلحة، وكان الرسول ﷺ يستعذب ماءها، وهي تقع الآن داخل المسجد النبوي الشريف من الجهة الشمالية بالقرب من باب الملك فهد.

## بئر حاء والتاريخ
- كانت هذه البئر ملكاً لأبي طلحة الأنصاري الخزرجي، وكانت أحب أمواله إليه، ثم جعلها صدقة لله سبحانه، وكان البئر في بستان فيه دار أبي طلحة وزوجه أم سليم بنت ملحان، وكان رسول الله صلى الله عليه وسلم يدخل هذا البستان ويستظل فيه، ويشرب من مائه، وكان الرسول صلى الله عليه وسلم يقيل أحياناً في البستان، وكانت أم سليم تبسط له نِطعاً ينام عليه، فإذا قام أخذت من عرقه وشعره، وجعلته في قارورة ثم جمعته في سُك - الذي يعتبر نوع من أنواع الطيب؛ فكانت تخلط عرقه بطيب، وقد أوصى أنس بن مالك إذا حضرته المنية أن يُجعل في حنوطه من ذلك السك.
- ذكر السمهودي أن حسان بن ثابت رضي الله عنه باع حصته من البستان لمعاوية بن أبي سفيان؛ فقيل له: تبيع صدقة أبي طلحة؟فقال: ألا أبيع صاعاً من تمر بصاعٍ من دراهم.[2]

## انظر ايضاً
- المدينة المنورة
- وقف الماء
- بئر جمل
- بئر معونة
- بئر رومة

## وصلات خارجية
- شاهد بالفيديو والصور... «بئر حاء» التي شرب منها الرسول وأدخلت إلى المسجد النبوي الشريف.